# Franco Trincavelli
Franco Trincavelli (Abbadia Lariana, 7 giugno 1935 – Abbadia Lariana, 10 novembre 1983) è stato un canottiere italiano, medaglia d'oro nel quattro con ai Giochi olimpici di Melbourne 1956 e di bronzo, nella stessa gara, a Roma 1960.

## Biografia
Appartenente al G.S.Moto Guzzi vince diversi campionati italiani.
Nel 1956 apre la stagione con il terzo posto ai campionati europei di Bled con il quattro con; agli europei di Duisburg nel 1957 vincerà la medaglia d'oro coll'otto.
Il 27 novembre 1956 vince con Romano Sgheiz, Angelo Vanzin, Alberto Winkler e il timoniere Ivo Stefanoni l'oro ai Giochi Olimpici di Melbourne nel "quattro con" davanti alla Svezia e alla Finlandia. 
L'equipaggio del quattro con, con cui vinse la medaglia olimpica a Roma 1960, era composto anche da Romano Sgheiz, Giovanni Zucchi, Fulvio Balatti e Ivo Stefanoni (timoniere).

## Palmarès
| Anno | Manifestazione     | Sede      | Evento | Risultato | Note  |
| ---- | ------------------ | --------- | ------ | --------- | ----- |
| 1956 | Campionati europei | Bled      | 4 con  | Bronzo    | [ 1 ] |
| 1956 | Giochi olimpici    | Melbourne | 4 con  | Oro       |       |
| 1957 | Campionati europei | Duisburg  | Otto   | Oro       | [ 1 ] |
| 1960 | Giochi olimpici    | Roma      | 4 con  | Bronzo    |       |